# Isoetes orcuttii
Isoetes orcuttii är en kärlväxtart som beskrevs av Amos Eaton. Isoetes orcuttii ingår i släktet braxengräs, och familjen Isoetaceae. Inga underarter finns listade i Catalogue of Life.